# Derby Juve Stabia-Salernitana
Il derby Juve Stabia-Salernitana rappresenta una sfida tra due tradizioni calcistiche, quella di Castellammare di Stabia e quella di Salerno, che si sono scontrate diverse volte nel corso della loro storia, sin dal 1920. Il confronto è risultato importante quando non decisivo in alcuni momenti della storia di entrambe le compagini.
Riconoscendo le due odierne società quali eredi della rispettiva tradizione sportiva cittadina, in totale gli incontri disputati per competizioni ufficiali (Serie B, Serie C, Coppa Italia, Coppa Italia di Serie C, campionati di massima serie precedenti al girone unico, play off e spareggi vari) sono 44. Nonostante la breve distanza geografica che separa Castellammare di Stabia da Salerno, e gli incontri fino ad oggi disputati, che accompagnano le due compagini praticamente in tutti i decenni della loro storia esclusi gli anni sessanta, pur essendovi una forte rivalità tra le tifoserie, questa non è accesa quanto altre rivalità regionali più sentite, per i sostenitori di entrambe le squadre.

## Storia
Il confronto calcistico tra salernitani e stabiesi è stato disputato diverse volte. Senza voler ripercorrere l'interezza delle sfide verificatesi nel corso dei decenni, è possibile raccontare questo derby attraverso l'intreccio di quest'ultimo con episodi ed eventi particolarmente significativi legati alle rispettive tradizioni sportive.

### Le prime sfide
L'intreccio calcistico tra Salerno e Castellammare inizia come una normale partita regionale, una tra le tante che venivano disputate nei campionati degli anni venti. 

Stabia-Salernitana 1921-22

Il match ufficiale ha origine nel campionato di Promozione 1920, al termine del quale la Salernitana ottenne la promozione nella massima serie dell'epoca. La prima sfida si giocò in terra stabiese, e prevalsero gli ospiti di Salerno, grazie all'unica rete della gara siglata Aliberti. Lo stesso Nicola Aliberti, con una doppietta firmò il 2-0 dell'incontro di ritorno. Nel 1921 lo Stabia raggiunse i salernitani nella massima divisione, e vinse sia all'andata (2-0) che al ritorno: a Salerno gli stabiesi s'imposero per quattro reti a zero (De Martino al 17°, Cappa II al 30°, Boemo al 50°, De Martino al 73°).
Nel 1924-25 Stabia e Salernitanaudax (denominazione del periodo frutto di una fusione) si affrontarono in uno spareggio salvezza, in quanto nel proprio rispettivo sottogirone campano (che non fu lo stesso) terminarono entrambe all'ultima posizione. Fu la Salernitanaudax a salvarsi, grazie al 3-1 in casa firmato Barone (49°), Marchetti (50°), poi De Martino per lo Stabia al 51°, ed infine Nicola per la Salernitana all'80°. In terra stabiese fu poi 1-1, con Ferrero per lo Stabia al 25° e Willy Kargus per la Salernitanaudax all'80º minuto. Ottenuta la salvezza, la squadra di Salerno rimase inattiva per due anni per problemi dirigenziali e finanziari.
Nel 1927 rivide luce la Salernitana. La squadra ricominciò il suo cammino dalla Seconda Divisione, cioè la Serie C dell'epoca ed in tale occasione si confrontò anche con lo Stabia. Proprio lo Stabia vinse in casa per 4-1 (reti di D'Amore e Candela su rigore per lo Stabia, Apicella per la Salernitana, Ferraiolo e nuovamente Candela per lo Stabia), ma perse a Salerno per 3-1 con reti di Cassano (Sal.) al 5°, Castaldi (Stabia) al 42°, Apicella (Sal.) al 49° e Campanile (Sal.) al 72°. La Salernitana si qualificò alla fase finale del campionato e fu promossa nel Campionato Meridionale 1928-1929 (secondo livello) pur giungendo terza, per ampliamento gironi. Nel girone iniziale lo Stabia si classificò secondo, dietro proprio ai cugini salernitani per un solo punto. Anche lo Stabia fu infine promosso, sempre per ampliamento gironi.
La sfida è particolarmente degna di essere ricordata nel campionato di Prima Divisione 1929-1930 (in quel periodo terzo livello), giacché si assistì ad una grande goleada: se fuori casa la Salernitana ottenne un 3-1, al ritorno tra le mura amiche i biancocelesti (colori sociali dell'epoca) di Salerno si affermarono perentoriamente per 7-0, un risultato siglato in sequenza da Adinolfi al 16°, Serena al 20°, Manzo al 26°, Terno al 38°, Serena al 55°, Serena all'85° e autorete di De Nicola all'87°. Altre successive goleade dei salernitani si ebbero dapprima in Prima Divisione 1931-1932, con la Stabiese (denominazione del periodo) che perse per 6-1, ed in Coppa Italia 1940-1941: in tale occasione fu 4-1 sempre a favore della Salernitana.

### Tra gli anni quaranta e cinquanta
Nel 1942-43 la Salernitana festeggiò il ritorno in Serie B, ed in tale occasione ottenne un 2-0 fuori casa ed un 3-1 tra le mura amiche con la compagine stabiese.
Questo match fu particolarmente significativo in occasione del Campionato campano 1945, un torneo non del tutto ufficiale organizzato dal Comitato campano della FIGC nell'attesa che l'intera Italia venisse liberata dall'occupazione nazifascista. La rilevanza dell'incontro consistì nel fatto che sia lo Stabia che la Salernitana lottarono fino alla fine per la vittoria della competizione. Infine, a prevalere fu lo Stabia, con la compagine di Salerno che negli scontri diretti vinse 1-0 all'andata in casa grazie a Margiotta al 41°, e pareggiò fuori casa per 2-2 con reti di Margiotta al 20° e Onorato al 50° per i salernitani, Menti prima su rigore all'80°, e poi su azione all'88° per gli stabiesi. 

Finale Play Off 1994: la formazione stabiese

Uno dei momenti più alti della storia di questa sfida fu toccato negli anni cinquanta: nel 1951-1952 si affrontarono per la prima volta in Serie B, con i gialloblù che strapparono un pareggio all'andata: 1-1 con Palma per lo Stabia al 5° e autorete dello Stabia con Casuzzi al 35°; al ritorno, giocato a Salerno, fu 3-1 per i padroni di casa, con Palma dello Stabia al 6°, e poi Sotgiu al 9° e Ronchi al 19° e al 67° per la Salernitana. I granata si piazzarono a metà classifica, mentre lo Stabia fu ultimo e retrocesse. Bisognò poi attendere venti anni per rivedere Castellammare e Salerno a confronto: quella che un tempo fu la compagine minore della città stabiese, la Juve Stabia ottenne nel 1971-1972 la promozione in Serie C. Il primo confronto tra la Salernitana e la Juve Stabia fu vinto dagli stabiesi per 2 reti a zero (marcature di Pirone e De Biase), ed in quella stagione la sfida di ritorno si risolse con una rete per parte: a Capone della Salernitana rispose Morosini quasi allo scadere.

### Tempi recenti
Tra le sfide ufficiali, il derby riassunse una forte rilevanza negli anni novanta. Nei primi anni di questo decennio, si verificò l'incontro a carattere amichevole che assegnò ai granata il Trofeo Parmacotto nel 1991-92 dopo una gara con le "vespe" finita 1-1 e risolta per 5-4 ai calci di rigore. Ma questo è niente in confronto a quello che fu poi l'inizio di una vera e propria svolta nella storia della Salernitana: nel 1993-94 il "profeta" Delio Rossi, allenatore romagnolo semisconosciuto e proveniente dal vivaio del Foggia riportò i granata in Serie B (e qualche anno dopo anche in A). Fu un campionato che osservò sia la Salernitana che la Juve Stabia lottare per le prime posizioni, e vide gli incontri terminare con i risultati di 3-1 a Salerno ed 1-1 a Castellammare di Stabia. In seguito, entrambe le squadre raggiunsero la finale, la quale fu disputata in campo neutro: lo Stadio San Paolo di Napoli. A prevalere fu la Salernitana, con un'affermazione di tre reti a zero, grazie ad una doppietta di Tudisco ed un'altra rete siglata da Breda.

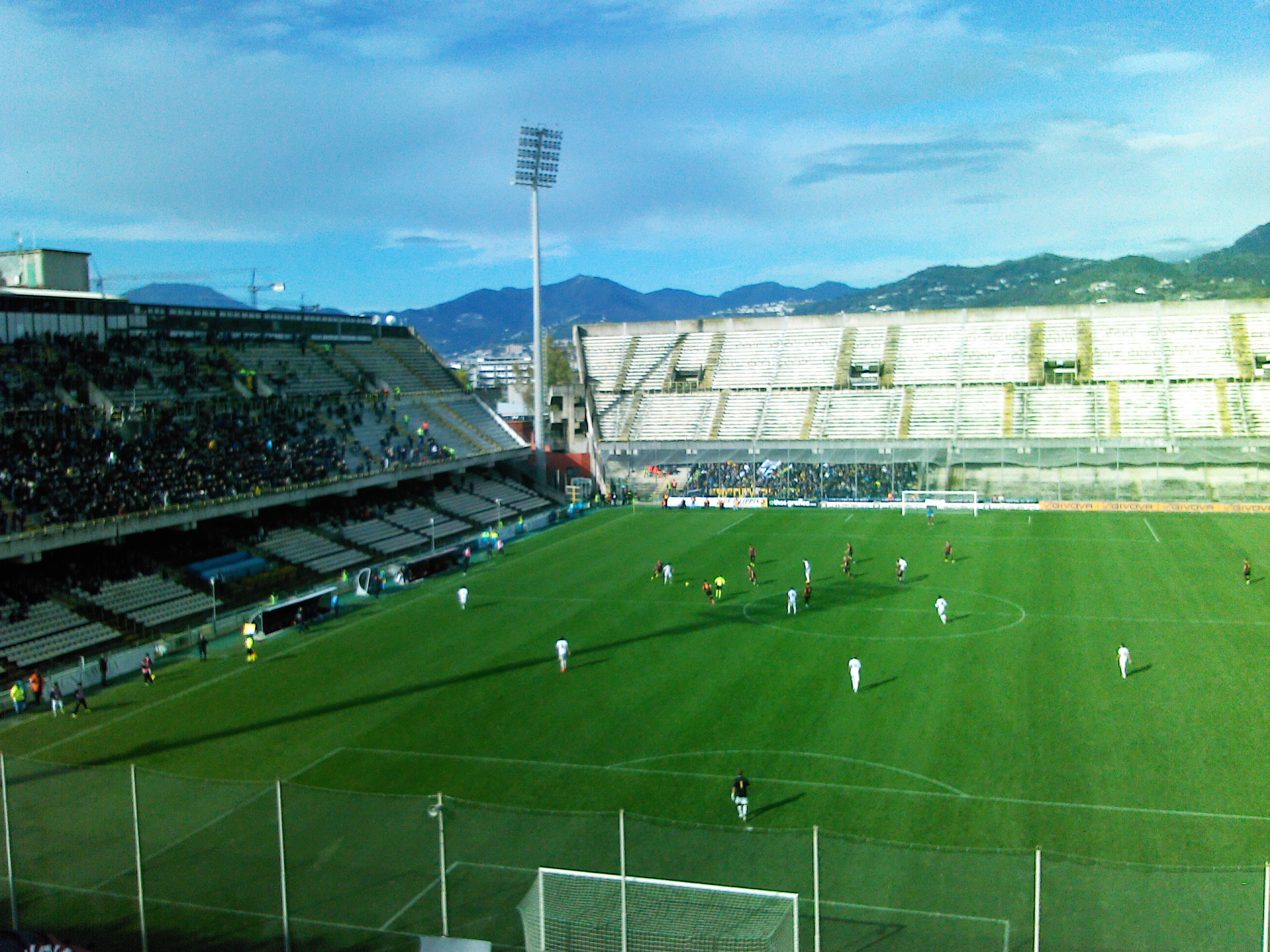
Incontro allo Stadio Arechi tra Salernitana e Juve Stabia del 7 dicembre 2014

Passarono poi diversi anni, e molte cose cambiarono: entrambe le società subirono una rifondazione per fallimento, ed il destino le fece ritrovare in Serie C1 2006-2007, con una vittoria di misura per parte tra andata e ritorno, ed in Serie C1 2007-2008: in quest'ultima stagione fu 1-0 a Castellammare per la Salernitana (Ferraro su rigore al 71°), e 1-0 a Salerno sempre per la Salernitana (Turienzo al 5°), che in quella stagione vinse il campionato e ritornò in Serie B.
Le cose cambiarono nuovamente dopo alcuni anni: prima di retrocedere, nel 2014-2015 la Juve Stabia è stata reduce da tre anni consecutivi in Serie B, mentre sorte diversa conobbero i granata di Salerno, i quali dopo cinque anni dalla rifondazione fallirono di nuovo nel 2011, ripartirono dalle serie inferiori fino a ritrovarsi a sfidare nuovamente la Juve Stabia per le primissime posizioni nel terzo livello nazionale, nel frattempo diventato Lega Pro. Il primo incontro stagionale si verificò allo Stadio Arechi, e tra le mura amiche i granata, inizialmente in svantaggio infine terminano l'incontro in vantaggio: la partita si chiude sul 3-2. Per i granata a segno Calil al 42° e 62° (su rigore) e Gabionetta al 76°, mentre le due reti delle vespe hanno come marcatori Migliorini al 23° e Nicastro al 53°. Al ritorno la Salernitana, che punta alla promozione diretta incontra una Juve Stabia in piena lotta play off molto determinata, che infine ha la meglio sui rivali vincendo 1-0 allo Stadio Menti attraverso la rete di Jidayi.

## Statistiche
Dati aggiornati al 2025. 
|                                     | Gare | Vittorie Juve Stabia | Pareggi | Vittorie Salernitana | Gol Juve Stabia | Gol Salernitana |
| Serie B                             | 6    | 3                    | 1       | 2                    | 8               | 7               |
| Serie C/C1/Lega Pro                 | 27   | 5                    | 5       | 17                   | 18              | 58              |
| Coppa Italia                        | 1    | 0                    | 0       | 1                    | 1               | 4               |
| Coppa Italia Serie C                | 2    | 0                    | 2       | 0                    | 1               | 1               |
| Altre partite ufficiali (1920-1933) | 13   | 5                    | 1       | 7                    | 18              | 19              |
| Totale                              | 49   | 13                   | 9       | 27                   | 46              | 89              |

## Risultati
Elenco delle gare ufficiali dal 1920 ad oggi. Dati aggiornati al 2025.
| Stagione  | Competizione                         | Incontro               | Esito |
| --------- | ------------------------------------ | ---------------------- | ----- |
| 1920      | Promozione                           | Stabia-Salernitana     | 0-1   |
| 1920      | Promozione                           | Salernitana-Stabia     | 2-0   |
| 1921-1922 | Prima Categoria                      | Stabia-Salernitana     | 2-0   |
| 1921-1922 | Prima Categoria                      | Salernitana-Stabia     | 0-4   |
| 1923-1924 | Prima Divisione                      | Stabia-Salernitanaudax | 2-0   |
| 1923-1924 | Prima Divisione                      | Salernitanaudax-Stabia | 2-0   |
| 1924-1925 | Prima Divisione - Spareggio salvezza | Salernitanaudax-Stabia | 3-1   |
| 1924-1925 | Prima Divisione - Spareggio salvezza | Stabia-Salernitanaudax | 1-1   |
| 1927-1928 | Seconda Divisione                    | Stabia-Salernitana     | 4-1   |
| 1927-1928 | Seconda Divisione                    | Salernitana-Stabia     | 3-1   |
| 1928-1929 | Prima Divisione                      | Stabia-Salernitana     | 2-0   |
| 1928-1929 | Prima Divisione                      | Salernitana-Stabia     | 3-1   |
| 1929-1930 | Prima Divisione                      | Stabia-Salernitana     | 1-3   |
| 1929-1930 | Prima Divisione                      | Salernitana-Stabia     | 7-0   |
| 1931-1932 | Prima Divisione                      | Salernitana-Stabiese   | 6-1   |
| 1931-1932 | Prima Divisione                      | Stabiese-Salernitana   | 3-3   |
| 1932-1933 | Prima Divisione                      | Salernitana-Stabiese   | 3-0   |
| 1932-1933 | Prima Divisione                      | Stabiese-Salernitana   | 1-2   |
| 1937-1938 | Serie C                              | Stabia-Salernitana     | 1-1   |
| 1937-1938 | Serie C                              | Salernitana-Stabia     | 3-2   |
| 1940-1941 | Serie C                              | Stabia-Salernitana     | 2-2   |
| 1940-1941 | Serie C                              | Salernitana-Stabia     | 1-0   |
| 1940-1941 | Coppa Italia                         | Salernitana-Stabia     | 4-1   |
| 1941-1942 | Serie C                              | Stabia-Salernitana     | 0-2   |
| 1941-1942 | Serie C                              | Salernitana-Stabia     | 3-1   |
| 1942-1943 | Serie C                              | Stabia-Salernitana     | 0-2   |
| 1942-1943 | Serie C                              | Salernitana-Stabia     | 3-1   |
| 1951-1952 | Serie B                              | Stabia-Salernitana     | 1-1   |
| 1951-1952 | Serie B                              | Salernitana-Stabia     | 3-1   |

| Stagione  | Competizione      | Incontro                | Esito |
| --------- | ----------------- | ----------------------- | ----- |
| 1972-1973 | Serie C           | Juve Stabia-Salernitana | 2-0   |
| 1972-1973 | Serie C           | Salernitana-Juve Stabia | 1-1   |
| 1973-1974 | Serie C           | Salernitana-Juve Stabia | 1-0   |
| 1973-1974 | Serie C           | Juve Stabia-Salernitana | 3-1   |
| 1987-1988 | Coppa Italia C    | Juve Stabia-Salernitana | 0-0   |
| 1987-1988 | Coppa Italia C    | Salernitana-Juve Stabia | 1-1   |
| 1993-1994 | Serie C1          | Salernitana-Juve Stabia | 3-1   |
| 1993-1994 | Serie C1          | Juve Stabia-Salernitana | 1-1   |
| 1993-1994 | Play Off Serie C1 | Salernitana-Juve Stabia | 3-0   |
| 2006-2007 | Serie C1          | Salernitana-Juve Stabia | 1-0   |
| 2006-2007 | Serie C1          | Juve Stabia-Salernitana | 1-0   |
| 2007-2008 | Serie C1          | Juve Stabia-Salernitana | 0-1   |
| 2007-2008 | Serie C1          | Salernitana-Juve Stabia | 1-0   |
| 2014-2015 | Lega Pro          | Salernitana-Juve Stabia | 3-2   |
| 2014-2015 | Lega Pro          | Juve Stabia-Salernitana | 1-0   |
| 2019-2020 | Serie B           | Juve Stabia-Salernitana | 2-0   |
| 2019-2020 | Serie B           | Salernitana-Juve Stabia | 2-1   |
| 2024-2025 | Serie B           | Salernitana-Juve Stabia | 1-2   |
| 2024-2025 | Serie B           | Juve Stabia-Salernitana | 1-0   |

## Marcatori
| 4 gol: Luigi Miconi, Silvio Finotto, Silvio Brioschi, Gian Battista Cagna, Antonio Valese (Salernitana) 3 gol: Nicola Aliberti, Apicella, Serena, Vincenzo Margiotta (Salernitana); Candela, De Martino (Stabia) 2 gol: Vittorio Florio, Gaudienzo Mortarini, Ronchi, Natale Surra, Alfredo Terno, Roberto Breda, Giovanni Pisano, Francesco Tudisco, Caetano Prósperi Calil (Salernitana); Ferraiolo, Gaetano Musella (Stabia/Juve Stabia). | Antonio Valese (Salernitana), 4 gol nella storia del derby e Gaetano Musella (Juve Stabia), 2 gol in totale |